# Talijanska Tripolitanija
Talijanska Tripolitanija (talijanski: Tripolitania Italiana) osnovana je 1927., zajedno s Talijanskom Kirenaikom, a bila je zasebni kolonijalni entitet u Talijanskoj Sjevernoj Africi. Tripolitanija se sastojala od zapadnog teritorija Libije. Godine 1934., Tripolitanija postaje dio Talijanske Libije.